# 中小ベンチャー企業部
中小ベンチャー企業部（ちゅうしょうべんちゃーきぎょうぶ、英語：Ministry of SMEs and Startups, 略称：MSS）は大韓民国の国家行政機関で中小企業政策の企画、総合、中小企業の保護、育成、創業・ベンチャー企業の支援、大・中小企業間の協力と小商工人に対する保護・支援に関する事務を管掌する行政機関である。中小ベンチャー企業部の長を中小ベンチャー企業部長官と称し国務委員が任命される。

## 設置根拠・所管事務

### 設置根拠
- 「政府組織法」第26条第1項第18号

### 所管事務
- 中小企業政策の企画・総合
- 中小企業の保護・育成
- 創業・ベンチャー企業の支援
- 大・中小企業間の協力
- 小商工人に対する保護・支援に関する事務

## 沿革
- 1949年4月26日 - 商工部に度量衡所を設置。
- 1961年8月23日 - 中央計量局に改変。
- 1973年1月16日 - 標準局と重陽計量局を工業振興庁に統合・昇格し分離。
- 1993年3月6日 - 商工部の外庁に所属変更。
- 1994年12月23日 - 商工資源部の外庁に所属変更。
- 1996年2月9日 - 中小企業庁に改変。
- 1998年2月28日 - 産業資源部の外庁に所属変更。産業資源部に業界標準・計量及び品質安全に関する事務を移管。
- 2008年2月29日 - 知識経済部の外庁に所属変更。
- 2013年3月23日 - 知識経済部から一部所管事務の移管を受け、産業通商資源部の外庁に所属変更。
- 2017年7月26日 - 未来創造科学部から技術創業活性化に関連する創造経済振興に関する事務を、産業通商資源部から地域産業支援に関する事務を、金融委員会から技術保証基金の管理に関する事務を移管し、中小ベンチャー企業部に昇格。

## 組織
| 代弁人室 - 広報担当官室 長官政策補佐官室 - 運営支援課 - オンブズマン支援団 海外市場政策官室 - 海外市場総括担当官室 - 海外進出支援担当官室 - 国際協力担当官室 監査官室 - 監査担当官室 企画調整室 - 政策企画官室 - 企画財政担当官室 - 革新行政法務担当官室 - 顧客情報化担当官室 - 緊急時計画担当官室 中小企業政策室 - 中小企業政策官室 - 政策総括課 - 政策分析課 - 政策評価調整課 - 規制革新課 - 去来環境改善課 - 成長支援政策官室 - 販路政策課 - 企業金融課 - 回復支援課 - 地域企業政策官室 - 地域革新政策課 - 地域企業育成課 - 地域特区課 企業ベンチャー革新室 - 創業振興政策官室 - 創業政策総括課 - 技術創業課 - 知識サービス創業課 - 創業生態系組成課 - ベンチャー革新政策官室 - ベンチャー革新政策課 - ベンチャー벤처投資課 - 投資回収管理課 - ベンチャー革新基盤課 - 技術人材政策官室 - 技術革新政策課 - 技術開発課 - 技術協力保護課 - 人材革新政策課 - 人材活用促進課 小商工人政策室 - 小商工人政策室 - 小商工人政策課 - 小商工人支援課 - 小商工人革新課 - 相生協力政策官室 - 共存協力政策課 - 共生協力支援課 - 市場商圏課 | - 亀尾電子工業高等学校 - 釜山機械工業高等学校 - 全北機械工業高等学校 - ソウル地方ベンチャー企業庁 - 釜山地方ベンチャー企業庁 - 大邱慶北地方ベンチャー企業庁 - 光州全南地方ベンチャー企業庁 - 京畿地方ベンチャー企業庁 - 仁川地方ベンチャー企業庁 - 大田忠南地方ベンチャー企業庁 - 蔚山地方ベンチャー企業庁 - 江原地方ベンチャー企業庁 - 忠北地方ベンチャー企業庁 - 全北地方ベンチャー企業庁 - 慶南地方ベンチャー企業庁 |

## 歴代長官
| 代                       | 氏名                     | 氏名                     | 在任期間                 | 在任期間                 | 備考                     |
| 代                       | 漢字表記                 | ハングル表記             | 着任                     | 退任                     | 備考                     |
| 中小ベンチャー企業部長官 | 中小ベンチャー企業部長官 | 中小ベンチャー企業部長官 | 中小ベンチャー企業部長官 | 中小ベンチャー企業部長官 | 中小ベンチャー企業部長官 |
| ------------------------ | ------------------------ | ------------------------ | ------------------------ | ------------------------ | ------------------------ |
| 職務代行                 | 崔寿圭                   | 최수규                   | 2017年7月26日            | 2017年11月21日           | 文在寅政権               |
| 1                        | 洪鍾学                   | 홍종학                   | 2017年11月21日           | 2019年4月8日             | 文在寅政権               |
| 2                        | 朴映宣                   | 박영선                   | 2019年4月8日             | 2021年1月20日            | 文在寅政権               |
| 職務代行                 | 姜声千                   | 강성천                   | 2021年1月20日            | 2021年2月4日             | 文在寅政権               |
| 3                        | 権七勝                   | 권칠승                   | 2021年2月5日             | 2022年5月12日            | 文在寅政権               |
| 4                        | 李永                     | 이영                     | 2022年5月12日            | 2023年12月28日           | 尹錫悦政権               |
| 5                        | 呉姈姝                   | 오영주                   | 2023年12月29日           | 2025年7月24日            | 尹錫悦政権               |
| 6                        | 韓聖淑                   | 한성숙                   | 2025年7月24日            | 現職                     | 李在明政権               |